# Censura cinematografica (Italia)
La censura cinematografica era, in Italia, il complesso di procedimenti attraverso il quale una autorità o un ente attuavano il controllo preventivo, in itinere, o successivo alla uscita di un'opera cinematografica, limitando o negando la sua proiezione in pubblico.

## Storia
Lo Stato si è sempre riservato la possibilità di intervenire sui contenuti di rappresentazioni pubbliche, offensivi alla morale e al buon costume o pericolosi per l'ordine pubblico, ancora prima della nascita del cinematografo. Risale tuttavia al 1913 la prima legge che introduceva in Italia un vero e proprio intervento censorio sulle proiezioni, allo scopo di impedire la rappresentazione di spettacoli osceni o impressionanti o contrari alla decenza, al decoro, all'ordine pubblico, al prestigio delle istituzioni e delle autorità.
Il successivo regolamento elencava una lunga serie di divieti e trasferiva il potere di intervento dalle autorità locali di pubblica sicurezza al Ministero dell'interno. Questi, dopo il giudizio espresso da un revisore, rilasciava il nulla osta, eventualmente eliminando alcune parti della pellicola giudicate non idonee alla proiezione. Era prevista comunque la possibilità di un secondo grado di giudizio, al quale poteva essere sottoposta la pellicola se giudicata in primo grado non idonea.
Nel 1920 un Regio Decreto istituì una vera e propria commissione, composta anche da soggetti esterni alle istituzioni: ne facevano parte, oltre a due funzionari di pubblica sicurezza, un magistrato, un educatore o un rappresentante di associazioni umanitarie, una madre di famiglia, un esperto di arte o di letteratura e un pubblicista. Con questo decreto si prevedeva anche che il copione del film venisse preventivamente sottoposto alla commissione prima dell'inizio delle riprese.
Il regime fascista confermò le disposizioni precedenti, intuendo fin dall'inizio le potenzialità del cinema come mezzo di comunicazione e utilizzandolo spesso a fini di propaganda politica. Il controllo, prima accentrato presso il Ministero dell'interno, venne in seguito affidato al Ministero della cultura popolare. Venne introdotta la possibilità di sottoporre a revisione ogni fase della realizzazione del film, con la possibilità di interrompere le riprese se necessario, e anche per le pellicole destinate alla proiezione all'estero venne istituito un nulla osta, che poteva essere negato se il film era ritenuto dannoso per il decoro e il prestigio della nazione o se poteva turbare i rapporti internazionali. Nel 1926 fu anche introdotta la tutela dei minori, con un decreto che consentiva il divieto della visione di alcuni film ai minori di 16 anni. Durante il ventennio, la censura venne "potenziata" sia in senso preventivo sia per "istruire" le folle ai valori del regime, tanto che nel 1934 venne istituita una apposita Direzione generale per la cinematografia.
Con la nascita della Repubblica Italiana, contrariamente a quanto si pensa, non vennero introdotte sostanziali modifiche, nonostante l'articolo 21 della Costituzione consentisse la libertà di stampa e di tutte le forme di espressione. Su pressioni soprattutto del mondo cattolico, venne anzi aggiunto il comma che sancisce il divieto degli spettacoli e tutte le altre manifestazioni contrarie al buon costume. Presso la Presidenza del Consiglio fu istituito un Ufficio centrale per la cinematografia, ove confluivano i giudizi delle commissioni di primo e secondo grado, rimaste in sostanza quelle del 1923, anche se leggermente variate nella loro composizione. Nel 1949 fu emanata una legge, presentata dall'allora sottosegretario allo spettacolo Giulio Andreotti, che doveva sostenere e promuovere la crescita del cinema italiano e al contempo frenare l'avanzata dei film americani, ma anche gli imbarazzanti "eccessi" del neorealismo (rimasta famosa a tal proposito la sua affermazione secondo cui «I panni sporchi si lavano in famiglia»). A seguito di questa norma, prima di poter ricevere finanziamenti pubblici la sceneggiatura doveva essere approvata da una commissione statale. Inoltre, se si riteneva che un film diffamava l'Italia, poteva essere negata la licenza di esportazione: insomma era nata una sorta di censura preventiva.
Nel 1962 venne approvata una nuova legge sulla Revisione dei film e dei lavori teatrali, rimasta in vigore fino al 2021: pur apportando alcuni cambiamenti, essa confermava il mantenimento di un sistema preventivo di censura e assoggettava al rilascio del nulla osta la proiezione pubblica dei film e la loro esportazione all'estero. In base a tale legge, il parere sul film veniva espresso da un'apposita Commissione di primo grado (e da una di secondo grado per i ricorsi), mentre il nulla osta era rilasciato dal Ministero del turismo e dello spettacolo (istituito nel 1959).
Le Commissioni di censura, definite dalla legge "Commissioni per la revisione cinematografica", erano sette e facevano capo al Dipartimento dello spettacolo del suddetto dicastero. Ogni commissione era composta da un presidente (di solito un magistrato o un docente di diritto), due esponenti della categoria (produttori e distributori), due genitori (in rappresentanza delle associazioni per i diritti dei minori), due esperti di cultura cinematografica, uno psicologo. Ad essi, se nel film comparivano animali, si aggiungeva anche un esponente delle associazioni animaliste. Ad ognuna delle sette commissioni erano assegnati dei film da visionare. Le commissioni potevano approvare la diffusione del film per tutti o imporre un divieto ai minori. La casa distributrice dell'opera aveva a disposizione 20 giorni per presentare appello o per effettuare tagli e modifiche (di solito suggeriti dalla commissione stessa), così da rendere la pellicola adatta ad un pubblico di minori. Una volta accolto l'appello, la commissione visionava nuovamente il film e decideva se confermare il divieto, abbassarlo dai 18 ai 14 anni, oppure revocarlo definitivamente una volta accertata l'eliminazione delle scene suggerite. In caso di ulteriore rifiuto, era possibile fare ricorso al TAR. L'autore o il produttore del film poteva chiedere eventualmente di essere ascoltato dalla commissione, per "difendere" le ragioni del film e per evitare il rifiuto del nulla osta o il divieto della visione del film ai minori.
Il rilascio del nulla osta condizionato dal divieto ai minori di anni 14 o 18 si ripercuoteva anche sullo sfruttamento televisivo del film. Infatti i film ai quali era negato il nulla osta e quelli vietati ai minori di 18 anni non potevano essere trasmessi in televisione, mentre i film vietati ai minori degli anni 14 potevano essere trasmessi solo in determinate fasce orarie, regolate dalla successiva Legge 203 del 1995, per cui la trasmissione di film che contengano immagini di sesso o di violenza tali da poter incidere negativamente sulla sensibilità dei minori, è ammessa (…) solo fra le 23 e le 7.
Talvolta i distributori e i produttori anticipavano le probabili richieste delle Commissioni, presentando alla revisione pellicole già ridotte nelle parti che avrebbero condotto a un divieto per i minori.
Nel 1998, dopo la soppressione del Ministero del turismo e dello spettacolo nel 1994, il Dipartimento dello spettacolo (e quindi l'istituto della censura fin qui delineato) fu trasferito nelle competenze del Ministero per i beni e le attività culturali. Sempre nel 1998 veniva inoltre abrogato l'art. 11, rimuovendo quindi la censura dalle opere teatrali. Nel 2001 presso il dicastero fu istituita la Direzione generale per il cinema che, da allora e per un ventennio, si occupò anche delle attività amministrative connesse al rilascio del nulla osta alla proiezione in pubblico di film.

### Normativa attuale
Il 5 aprile 2021 è stata annunciata l'abolizione della censura cinematografica in Italia.
Al suo posto è stata istituita una Commissione per la classificazione delle opere cinematografiche presso la Direzione generale per il cinema del Ministero della cultura, composta da 49 membri scelti tra professionisti del settore, educatori ed esperti di pedagogia, giuristi e rappresentanti di associazioni di tutela degli animali. La Commissione non può impedire l'uscita in sala di un film né imporre tagli; è in carico ai distributori cinematografici la classificazione dell'opera secondo l'età degli spettatori e la Commissione è tenuta a verificare la correttezza della suddetta classificazione.

### Forme di censura parziale in Italia
Oltre alla censura totale, dagli anni 1930 fino agli anni 1990 in Italia fu in voga un'altra forma di censura, quella dei tagli mirati. In pratica si usava tagliare le parti di pellicola che non si voleva venissero mostrate, permettendo tuttavia di mandare in visione il film così manipolato.

## Lista dei film censurati in Italia

### Dall'Unità al Fascismo (1861-1922)
- L'Inferno (1911) di Francesco Bertolini, Adolfo Padovan e Giuseppe De Liguoro, riuscì ad ottenere il visto nel nord-est dopo aver tagliato la scena finale.
- Florette e Patapon di Mario Caserini (1913), riuscì ad ottenere il visto dopo aver tagliato due scene.

### Dal Fascismo alla Repubblica (1922-1946)
Durante il fascismo furono proibiti o tagliati i seguenti film:
- Westfront (1930) di Georg Wilhelm Pabst, distribuito solo nel 1962.
- All'ovest niente di nuovo (1930) di Lewis Milestone, distribuito solo nel 1956.
- Scena di strada (1931) di King Vidor.
- Montagne in fiamme (1931) di Luis Trenker, distribuito solo nel 1951.
- Nemico pubblico (1931) di William A. Wellman.
- Piccolo Cesare (1931) di Mervyn LeRoy.
- Freaks (1932) di Tod Browning.
- Addio alle armi (1932) di Frank Borzage, distribuito solo nel 1956.
- Rasputin e l'imperatrice (1932) di Richard Boleslawski, distribuito solo nel 1960.
- Scarface - Lo sfregiato (1932) di Howard Hawks, distribuito solo nel 1947 con il divieto ai minori di 16 anni.
- Ragazzo (1933) di Ivo Perilli.
- I lancieri del Bengala (1935) di Henry Hathaway.
- Il cappello a tre punte (1935) di Mario Camerini.
- Il club dei 39 (1935) di Alfred Hitchcock.
- Verdi pascoli (1936) di William Keighley.
- La carica dei seicento (1936) di Michael Curtiz.
- Verso la vita (1936), La grande illusione (1937) e L'angelo del male (1938) di Jean Renoir.
- Strada sbarrata (1937) di William Wyler, distribuito solo nel 1948.
- Emilio Zola (1937) di William Dieterle, distribuito nel 1946.
- Il porto delle nebbie (1938) di Marcel Carné.
- Le avventure di Marco Polo (1938) di Archie Mayo, venne distribuito nel 1939 con il nome di Uno scozzese alla corte del Gran Kan.
- Nozze di rivoluzione (1938) di Hans Zerlett.
- Delirio (1938) di Marc Allégret.
- La moglie del fornaio (1938) di Marcel Pagnol.
- I prigionieri del sogno (1938) di Julien Duvivier.
- Il dramma di Shanghai (1938) di Georg Wilhelm Pabst.
- Spregiudicati (1939) di Clarence Brown.
- Il ladro (1939) di Anton Germano Rossi.
- Il pianto delle zitelle (1939) di Giacomo Pozzi Bellini.
- Il grande dittatore (1940) di Charlie Chaplin, uscì in Italia dopo il 1945.
- Ossessione (1943) di Luchino Visconti, distribuito in alcune sale, ma poco dopo venne bandito e tutte le copie trovate dalle autorità fasciste vennero distrutte. Da una copia del negativo salvata da Visconti derivano le copie distribuite a partire dal 1945.

Di tutti i film prodotti in Unione Sovietica, furono distribuite solo diciassette pellicole.

### Durante la Repubblica (1946-2021)
- Nodo alla gola (1948) di Alfred Hitchcock, bloccato dalla censura nel 1949 e distribuito solo nel 1956.
- Totò e Carolina (1955) di Mario Monicelli, bloccato dalla censura nel febbraio 1954, solo dopo numerosi tagli fu distribuito nel 1955.[16]
- Terzo sesso (1957) di Veit Harlan, bloccato dalla censura per tre volte e distribuito solo nel 1962 con il nuovo titolo definitivo di Processo a porte chiuse.
- Nudi per vivere (1963) di Elio Montesti (Elio Petri, Giuliano Montaldo e Giulio Questi) venne sequestrato dalla procura e il giudice impose la distruzione del negativo. Una copia del film è stata poi ritrovata anni dopo presso gli archivi della Cineteca nazionale e proiettata durante la 66ª Mostra internazionale d'arte cinematografica di Venezia.[17]
- L'urlo (1968) di Tinto Brass, venne bloccato dalla censura dal 1969 fino al 1974.
- Gola profonda (film pornografico del 1972) di Gerard Damiano, nel 1972 fu bloccato dalla censura per tre anni; uscì nel 1975 con il titolo "La vera gola profonda".
- Salò o le 120 giornate di Sodoma (1975) di Pier Paolo Pasolini, bocciato in primo grado dalla commissione e vietato ai minori di 18 anni in secondo grado, venne poi sequestrato dalla magistratura. Il film è stato trasmesso per la prima volta in tv solo nel 2005 (su Pay TV).
- Sesso nero (1978) di Joe D'Amato, bloccato dalla censura dal 1978 fino al 1980.
- Cannibal Holocaust (1980) di Ruggero Deodato, bloccato dalla censura dal 1980 al 1984 e poi pesantemente tagliato, per essere pubblicato in versione integrale nell'edizione DVD.
- Il leone del deserto (1981) di Moustapha Akkad, bloccato per interessamento diretto dell'allora Presidente del Consiglio Giulio Andreotti, è stato trasmesso per la prima volta su Pay TV satellitare nel 2009.
- Totò che visse due volte (1998) di Ciprì e Maresco; il film, alla vigilia dell'uscita nelle sale, fu dichiarato "vietato a tutti" dalla Commissione di revisione cinematografica, che tentò in tal modo di impedirne l'uscita nelle sale. Non riuscendoci, invocò la denuncia per vilipendio alla religione e per tentata truffa; dopo il processo di appello, i registi e la produzione furono assolti dal tribunale di Roma e il film uscì comunque.
- Morituris (2011) di Raffaele Picchio non ottenne il visto censura in primo grado. Invece di fare appello, i produttori lo distribuirono direttamente in home video.